# Jeux mondiaux de plage de 2019
Navigation
Édition suivante
Les Ier Jeux mondiaux de plage se déroulent du 10 au 16 octobre 2019 à Doha au Qatar.

## Désignation de la ville hôte
Lors de l'Assemblée générale de l'ANOC à Washington en 2015, San Diego a été approuvée à l'unanimité en tant que ville hôte de la première édition des Jeux mondiaux de la plage qui devait se dérouler en 2017. En aout 2016, le conseil exécutif a cependant décidé de reporter l'édition inaugurale des Jeux à 2019 afin de mieux se préparer.
Alors que San Diego devait organiser la première édition, le comité d'organisation rencontrent des difficultés pour obtenir le niveaux de sponsoring nécessaires et l'ANOC décide en juin 2019 de retirer l'organisation en l'attribuant au Qatar.

## Organisation

### Budget
Initialement, le cout prévisionnel pour les Jeux mondiaux avec 22 sports et 5 000 compétiteurs étaient évalués à 121 millions d’euros ; le coût est réduit à 34 millions d’euros pour une compétition avec 1 300 athlètes dans 15 sports.

### Lieux et infrastructures
Quatre lieux accueillent les compétitions
- plage de Katara : la plupart des épreuves
- Aspire Park : escalade, skatepark
- stade Al Gharafa : handball, volley-ball
- Ritz Carlton Canal : Ski nautique, wakeboard

### Identité visuelle
En septembre 2019, la mascotte a été dévoilée : il s'agit de Dolphy, un dauphin qui, selon Sheikha Asma Al Thani, directrice du marketing et des cérémonies « incarne pleinement l'esprit du Qatar 2019, car les Jeux promettent d'être non pas une compétition, mais un événement conçu pour offrir des divertissements. Les dauphins manifestent des tempéraments associés à la gentillesse et à la paix. »

## Pays participants
Quatre-vingt-dix-sept nations participent aux Jeux.
| Afrique | Amériques | Asie | Europe | Océanie                                                                                      |
| --- | --- | --- | --- | -------------------------------------------------------------------------------------------- |
| - Algérie (1) - Botswana (2) - Cameroun (1) - Cap-Vert (10) - Côte d'Ivoire (4) - Égypte (12) - Gambie (6) - Liberia (1) - Madagascar (4) - Mali (4) - Maroc (18) - Maurice (1) - Mozambique (6) - Namibie (3) - Nigeria (7) - Sénégal (12) - Togo (8) - Tunisie (20) - Ouganda (8) | - Argentine (25) - Aruba (2) - Barbade (1) - Brésil (77) - Canada (18) - Chili (11) - Colombie (9) - République dominicaine (11) - Équateur (6) - États-Unis (75) - Mexique (31) - Panama (1) - Paraguay (22) - Pérou (6) - Porto Rico (5) - Salvador (12) - Suriname (1) - Uruguay (23) - Venezuela (16) | - Azerbaïdjan (7) - Cambodge (1) - Chine (25) - Corée du Sud (3) - Émirats arabes unis (12) - Hong Kong (5) - Indonésie (12) - Iran (17) - Japon (25) - Jordanie (8) - Kazakhstan (3) - Koweït (2) - Malaisie (2) - Mongolie (8) - Oman (11) - Pakistan (1) - Philippines (2) - Qatar (29) - Singapour (1) - Chinese Taipei (5) - Thaïlande (3) - Viêt Nam (11) | - Allemagne (21) - Autriche (6) - Belgique (1) - Biélorussie (3) - Bulgarie (3) - Croatie (13) - Danemark (26) - Espagne (62) - Finlande (2) - France (31) - Géorgie (4) - Grèce (16) - Hongrie (32) - Irlande (3) - Israël (4) - Italie (35) - Lettonie (6) - Luxembourg (3) - Monténégro (1) - Pays-Bas (9) - Pologne (23) - Portugal (14) - Roumanie (10) - Royaume-Uni (22) - Russie (55) - Saint-Marin (2) - Serbie (2) - Slovaquie (3) - Slovénie (10) - Suède (12) - Suisse (15) - Tchéquie (13) - Turquie (13) - Ukraine (32) | - Australie (41) - Nouvelle-Zélande (5) - Salomon (12) - Samoa américaines (1) - Vanuatu (6) |

## Disciplines
Si le surf étaient au programme des Jeux pour San Diego, le comité de Doha n'a finalement pas maintenu les épreuves de Shortboard et Longboard pour des raisons de logistiques avec un calendrier précipité.
- Beach handball (2)
- Karaté de plage - Kata (2)
- Beach soccer (2)
- Beach tennis (2)
- Beach-volley 4x4 (2)
- lutte de plage (4)

- Kitesurf (2)
- Nage en eau libre 5km (2)
- Wakeboard (2)
- Ski nautique (2)

- Aquathlon (3)
- Basket-ball 3x3 (2)
- Escalade (Bloc) (2)
- Skateboard (2)

## Calendrier des compétitions
| CO | Cérémonie d'ouverture | ● | Jour de compétition |  | Jour de finale | 4 | Nombre de finales | CC | Cérémonie de clôture |

| octobre 2019                | octobre 2019                | 11 Ven | 12 Sam | 13 Dim | 14 Lun | 15 Mar | 16 Mer | Épreuves |
| --------------------------- | --------------------------- | ------ | ------ | ------ | ------ | ------ | ------ | -------- |
| Cérémonies                  | Cérémonies                  |        | CO     |        |        |        | CC     | NC       |
| Aquathlon                   | Aquathlon                   |        |        |        | 2      | 1      |        | 3        |
| Basketball – 3x3 basketball | Basketball – 3x3 basketball |        |        | ●      | ●      | 1      | 1      | 2        |
| Escalade – Bloc             | Escalade – Bloc             |        |        | ●      | 2      |        |        | 2        |
| Beach handball              | Beach handball              | ●      | ●      | ●      | ●      | ●      | 2      | 2        |
| Karaté – Kata               | Karaté – Kata               |        | ●      | 2      |        |        |        | 2        |
| Kitesurf                    | Kitesurf                    |        |        | ●      | ●      | 1      | 1      | 2        |
| Skateboard - Parc           | Skateboard - Parc           |        |        |        | 1      | 1      |        | 2        |
| Beach soccer                | Beach soccer                | ●      | ●      | ●      | ●      | ●      | 2      | 2        |
| Nage en eau libre           | Nage en eau libre           |        |        | 2      |        |        |        | 2        |
| Beach tennis                | Beach tennis                |        | ●      | ●      | ●      | ●      | 3      | 3        |
| Beach volleyball – 4x4      | Beach volleyball – 4x4      |        | ●      | ●      | ●      | ●      | 3      | 2        |
| Ski nautique                | Ski nautique                |        |        | ●      | 2      |        |        | 2        |
| Wakeboard                   | Wakeboard                   |        |        | ●      | 2      |        |        | 2        |
| Lutte de plage              | Lutte de plage              |        |        |        | 2      | 2      |        | 4        |

## Médaillés

### Aquathlon
| Épreuve           | Or                                   | Argent                                          | Bronze                          |
| ----------------- | ------------------------------------ | ----------------------------------------------- | ------------------------------- |
| Individuel hommes | Kevin Viñuela (ESP)                  | Márk Dévay (HUN)                                | Rostyslav Pevtsov (AZE)         |
|                   |                                      |                                                 |                                 |
| Individuel femmes | Francisca Tous (ESP)                 | Kseniia Levkovska (AZE)                         | Antoanela Manac (ROU)           |
|                   |                                      |                                                 |                                 |
| Relais mixte      | Espagne Francisca Tous Kevin Viñuela | Azerbaïdjan Kseniia Levkovska Rostyslav Pevtsov | Hongrie Márta Kropkó Márk Dévay |

### Basketball 3x3
| Épreuve | Or                                                                         | Argent                                                                         | Bronze                                                                                               |
| ------- | -------------------------------------------------------------------------- | ------------------------------------------------------------------------------ | --- |
| Hommes  | Russie Ivan Khramov Daniil Abramovskii Vasilii Berdnikov Dmitrii Cheburkin | Brésil William Weihermann Leonardo Branquinho Fabrício Veríssimo Matheus Leite | Mongolie Gantsolmongiin Gan-Erdene Ariunboldyn Anand Chuluunbaataryn Ikhbayar Batsaikhany Altangerel |
|         |                                                                            |                                                                                | |
| Femmes  | France Diaba Konaté Marie-Paule Foppossi Maëva Djaldi-Tabdi Johanna Muzet  | Pays-Bas Myrthe den Heeten Esther Fokke Fleur Kuijt Charlotte van Kleef        | Chine Zhang Lingge Wang Haimei Pan Xuemei Ha Wenxi                                                   |

### Beach handball
| Épreuve | Or | Argent | Bronze |
| ------- | --- | --- | --- |
| Hommes  | Brésil Cristiano Rossa Nailson Amaral Bruno Oliveira Matheus Medeiros Gil Pires Thiago Barcellos Marcelo Machado Diogo Vieira Wellington Esteves João Paulo Sousa                | Espagne Elhji Touré Alberto Castro Gonzalo Cervera Adriá Ortolá Antonio Jesús Espada Antonio Varo Juan Antonio Vázquez Ramón Fuentes Ricardo Amérigo Domingo Jesús Luis | Suède August Elmberg Hampus Dahlqvist Fredrik Suneson Jesper Knutsson Erik Wessberg Magnus Jönsson Henrik Dahlberg Niklas Ekberg Rasmus Dovsjö Martin Käck    |
|         | | | |
| Femmes  | Danemark Laura Askvist Anna Lillesø Line Gyldenløve Rikke Enevoldsen Camilla Fangel Melanie Fuglsbjerg Frederikke Lærke Ann Cecilie Møller Maria Krogh Holm Maria-Teresa Faurhøj | Hongrie Renáta Csiki Emese Tóth Ágnes Győri Evelin Speth Sára Sütő Fruzsina Kretz Réka Király Ramóna Vártok Gabriella Landi Luca Vajda                                  | Brésil Ingrid Frazão Camila Souza Beatriz Cruz Renata Santiago Juliana Oliveira Jéssica Barros Cinthya Piquet Carolina Braz Patrícia Scheppa Gabriela Messias |

### Beach soccer
| Épreuve | Or | Argent | Bronze |
| ------- | --- | --- | --- |
| Hommes  | Brésil Mão Rafinha Antônio Catarino Filipe Silva Lucão Bokinha Rodrigo Souto Rodrigo Datinha Mauricinho Rafael Padilha                                 | Russie Ivan Ostrovskii Andrey Novikov Alekseï Makarov Yuri Krasheninnikov Dmitry Shishin Anton Shkarin Aleksei Pavlenko Artur Paporotnyi Kirill Romanov Pavel Bazhenov Boris Nikonorov Fedor Zemskov | Iran Peiman Hosseini Amir Hossein Akbari Hassan Abdollahi Mostafa Kiani Mehdi Shirmohammadi Ali Mirshekari Mohammad Ali Mokhtari Mohammad Ahmadzadeh Hamid Behzadpour Saeid Piramoun Hadi Farahmand Mohammad Masoumizadeh |
|         | | | |
| Femmes  | Espagne Laura Gallego Andrea Mirón Carmen Fresneda Lorena Asensio Alba Mellado Sara Gozález Carolina Gozález Jessica Higueras Carla Morera Laia García | Grande-Bretagne Hannah Haughton Katie James Nadine Bazan Hannah Short Wendy Martin Sarah Kempson Rebecca Barron Gemma Hillier Molly Clark Charlotte Haynes                                           | Brésil Natalie Wippel Adriele Rocha Jasna Nagel Nayara Couto Bárbara Colodetti Noele Bastos Lorena Medeiros Letícia Villar Dani Barboza Letícia Lopes                                                                     |

### Beach tennis
| Épreuve          | Or                                     | Argent                                   | Bronze                                 |
| ---------------- | -------------------------------------- | ---------------------------------------- | -------------------------------------- |
| Double messieurs | Espagne Antonio Ramos Gerard Rodríguez | Brésil André Baran Vini Font             | Russie Nikita Burmakin Sergey Kuptsov  |
|                  |                                        |                                          |                                        |
| Double dames     | Italie Flaminia Daina Nicole Nobile    | Brésil Joana Cortez Rafaella Miiller     | Russie Daria Churakova Irina Glimakova |
|                  |                                        |                                          |                                        |
| Double mixte     | Brésil André Baran Rafaella Miiller    | France Nicolas Gianotti Marie-Eve Hoarau | Brésil Vini Font Joana Cortez          |

### Beach-volley 4x4
| Épreuve | Or                                                                                             | Argent                                                                                                   | Bronze |
| ------- | ---------------------------------------------------------------------------------------------- | --- | --- |
| Hommes  | États-Unis Brian Cook Taylor Crabb Maddison McKibbin Troy Field Riley McKibbin Casey Patterson | Qatar Cherif Younousse Ahmed Tijan Saifeddine El-Majid Nasser Nabeel Ali Ziad Benlouaer Denis Messelmani | Indonésie I Ketut Ardana Rendy Verdian Licardo Yosi Ariel Firnanda Tio Kesuma Sentosa Gunawan Dewantoro Yogi Hermawan |
|         |                                                                                                | | |
| Femmes  | États-Unis Karissa Cook Geena Urango Emily Hartong Kelly Reeves Katie Spieler Allie Wheeler    | Brésil Fernanda Alves Bárbara Seixas Rebecca Cavalcanti Tainá Bigi Juliana Silva Carolina Horta          | Canada Tori Cowley Charlotte Sider Kerri Battiston Rachel Cockrell Megan Nagy Camille Saxton                          |

### Escalade
| Épreuve     | Or                | Argent               | Bronze               |
| ----------- | ----------------- | -------------------- | -------------------- |
| Bloc Hommes | Kai Harada (JPN)  | Keita Watabe (JPN)   | Philipp Martin (GER) |
|             |                   |                      |                      |
| Bloc Femmes | Miho Nonaka (JPN) | Petra Klingler (SUI) | Urška Repušič (SVN)  |

### Karaté
| Épreuve                | Or                    | Argent                | Bronze                  |
| ---------------------- | --------------------- | --------------------- | ----------------------- |
| Kata individuel hommes | Damián Quintero (ESP) | Wang Yi-ta (TPE)      | Gakuji Tozaki (USA)     |
| Kata individuel hommes | Damián Quintero (ESP) | Wang Yi-ta (TPE)      | Antonio José Díaz (VEN) |
|                        |                       |                       |                         |
| Kata individuel femmes | Sandra Sánchez (ESP)  | Fatemeh Sadeghi (IRN) | María Dimitrova (DOM)   |
| Kata individuel femmes | Sandra Sánchez (ESP)  | Fatemeh Sadeghi (IRN) | Grace Lau (HKG)         |

### Lutte de plage
| Épreuve         | Or                         | Argent                   | Bronze                 |
| --------------- | -------------------------- | ------------------------ | ---------------------- |
| Hommes - 70 kg  | Levan Kelekhsashvili (GEO) | Panah Ilyasli (AZE)      | Ștefan Coman (ROU)     |
| Hommes - 80 kg  | Davit Khutsishvili (GEO)   | Ibrahim Yusubov (AZE)    | Vasyl Mykhailov (UKR)  |
| Hommes - 90 kg  | Muhammad Inam (PAK)        | Dato Marsagishvili (GEO) | Pedro García (ESP)     |
| Hommes - +90 kg | Pouya Rahmani (IRN)        | Ufuk Yılmaz (TUR)        | Mamuka Kordzaia (GEO)  |
|                 |                            |                          |                        |
| Femmes - 50 kg  | Kamila Barbosa (BRA)       | Mercy Genesis (NGA)      | Miglena Selishka (BUL) |
| Femmes - 60 kg  | Francesca Indelicato (ITA) | Mehlika Öztürk (TUR)     | Shauna Kemp (USA)      |
| Femmes - 70 kg  | Tatiana Rentería (COL)     | Alina Berezhna (UKR)     | Adina Popescu (ROU)    |
| Femmes - +70 kg | Blessing Onyebuchi (NGA)   | Zsanett Németh (HUN)     | Iryna Pasichnyk (UKR)  |

### Natation en eau libre
| Épreuve     | Or                      | Argent            | Bronze                |
| ----------- | ----------------------- | ----------------- | --------------------- |
| 5 km hommes | Marcello Guidi (ITA)    | Denis Adeev (RUS) | Soeren Meissner (GER) |
|             |                         |                   |                       |
| 5 km femmes | Ana Marcela Cunha (BRA) | Hou Yawen (CHN)   | Leonie Beck (GER)     |

### Skateboard
| Épreuve     | Or                     | Argent               | Bronze                   |
| ----------- | ---------------------- | -------------------- | ------------------------ |
| Park Hommes | Heimana Reynolds (USA) | Steven Pineiro (PUR) | Alessandro Mazzara (ITA) |
|             |                        |                      |                          |
| Park Femmes | Sakura Yosozumi (JPN)  | Kihana Ogawa (JPN)   | Julia Benedetti (ESP)    |

### Ski nautique
| Épreuve          | Or                              | Argent                 | Bronze                 |
| ---------------- | ------------------------------- | ---------------------- | ---------------------- |
| Saut Hommes      | Vladimir Ryanzin (RUS)          | Stepan Shpak (BLR)     | Emile Ritter (CHI)     |
| Wakeboard Hommes | Massimiliano Piffaretti (ITA)   | Cory Teunissen (AUS)   | Guenther Oka (USA)     |
|                  |                                 |                        |                        |
| Saut Femmes      | Aliaksandra Danisheuskaya (BLR) | Jutta Menestrina (FIN) | Hanna Straltsova (BLR) |
| Wakeboard Femmes | Sanne Meijer (NED)              | Alice Virag (ITA)      | Jamie Lopina (USA)     |

### Voile
| Épreuve         | Or                   | Argent                  | Bronze               |
| --------------- | -------------------- | ----------------------- | -------------------- |
| Kitefoil hommes | Florian Gruber (GER) | Nicolas Parlier (FRA)   | Guy Bridge (GBR)     |
|                 |                      |                         |                      |
| Kitefoil femmes | Daniela Moroz (USA)  | Julia Damasiewicz (POL) | Elena Kalinina (RUS) |

## Tableau des médailles
- Pays organisateur

| Rang               | Nation                 | Or | Argent | Bronze | Total |
| ------------------ | ---------------------- | -- | ------ | ------ | ----- |
| 1                  | Espagne                | 7  | 1      | 2      | 10    |
| 2                  | Brésil                 | 5  | 4      | 3      | 12    |
| 3                  | Italie                 | 4  | 1      | 1      | 6     |
| 4                  | États-Unis             | 4  | 0      | 4      | 8     |
| 5                  | Japon                  | 3  | 2      | 0      | 5     |
| 6                  | Russie                 | 2  | 2      | 3      | 7     |
| 7                  | Géorgie                | 2  | 2      | 0      | 4     |
| 8                  | France                 | 1  | 2      | 0      | 3     |
| 9                  | Biélorussie            | 1  | 1      | 1      | 3     |
| 10                 | Pays-Bas               | 1  | 1      | 0      | 2     |
| 10                 | Turquie                | 1  | 1      | 0      | 2     |
| 12                 | Allemagne              | 1  | 0      | 3      | 4     |
| 13                 | Colombie               | 1  | 0      | 0      | 1     |
| 13                 | Danemark               | 1  | 0      | 0      | 1     |
| 13                 | Nigeria                | 1  | 0      | 0      | 1     |
| 13                 | Pakistan               | 1  | 0      | 0      | 1     |
| 17                 | Azerbaïdjan            | 0  | 4      | 2      | 6     |
| 18                 | Hongrie                | 0  | 3      | 1      | 4     |
| 19                 | Ukraine                | 0  | 1      | 2      | 3     |
| 20                 | Chine                  | 0  | 1      | 1      | 2     |
| 20                 | Grande-Bretagne        | 0  | 1      | 1      | 2     |
| 20                 | Iran                   | 0  | 1      | 1      | 2     |
| 23                 | Australie              | 0  | 1      | 0      | 1     |
| 23                 | Bulgarie               | 0  | 1      | 0      | 1     |
| 23                 | Finlande               | 0  | 1      | 0      | 1     |
| 23                 | Pologne                | 0  | 1      | 0      | 1     |
| 23                 | Porto Rico             | 0  | 1      | 0      | 1     |
| 23                 | Qatar                  | 0  | 1      | 0      | 1     |
| 23                 | Suisse                 | 0  | 1      | 0      | 1     |
| 23                 | Taipei chinois         | 0  | 1      | 0      | 1     |
| 31                 | Roumanie               | 0  | 0      | 4      | 4     |
| 32                 | Canada                 | 0  | 0      | 1      | 1     |
| 32                 | Chili                  | 0  | 0      | 1      | 1     |
| 32                 | Hong Kong              | 0  | 0      | 1      | 1     |
| 32                 | Indonésie              | 0  | 0      | 1      | 1     |
| 32                 | Mongolie               | 0  | 0      | 1      | 1     |
| 32                 | République dominicaine | 0  | 0      | 1      | 1     |
| 32                 | Slovénie               | 0  | 0      | 1      | 1     |
| 32                 | Suède                  | 0  | 0      | 1      | 1     |
| 32                 | Venezuela              | 0  | 0      | 1      | 1     |
| Total (40 nations) | Total (40 nations)     | 36 | 36     | 38     | 110   |